# 湖南财经工业职业技术学院
26°50′41″N 112°36′00″E / 26.844826°N 112.6001°E
湖南财经工业职业技术学院，位于湖南省衡阳市珠晖区狮山路20号，是湖南省一所高等专科大学。

## 历史
2004年，衡阳市建立了“衡阳财经工业职业技术学院”，属于全日制公立大学。
2015年，经湖南省人民政府批复同意，学校改为现名。

## 学校院系
湖南财经工业职业技术学院拥有6个系，22个专业。

### 系
会计系、经济贸易系、电子信息系、汽车工程系、现代物流系、机电工程系

### 主要专业
会计电算化、模具设计与制造，会计、数控技术

## 荣誉
湖南财经工业职业技术学院先后获得“湖南省第二届与第三届优秀事业单位法人”、“湖南省教学工作优秀学校”、“湖南省文明高等学校”、“湖南省招生就业工作先进单位”、“湖南省职业技能鉴定先进单位”、“湖南省职业技能考试优秀考点”、“湖南省大学生心理健康教育先进单位”、“湖南省园林式单位”、“衡阳市三星级文明单位”、“衡阳市诚信机关诚信单位”、“衡阳市预防职务犯罪先进单位”、“衡阳市综合治理先进单位”等荣誉称号。